# Sông Motagua
Sông Motagua (phát âm tiếng Tây Ban Nha: [moˈtaɣwa]) là một con sông dài 486 kilômét (302 mi) ở Guatemala. Nó bắt nguồn từ vùng cao nguyên miền tây Guatemala, nơi nó còn có tên Río Grande, chảy về hướng đông rồi đổ vào vịnh Honduras. Trong vài kkilômét cuối, con sông này đánh dấu biên giới giữa Guatemala–Honduras. Lưu vực sông Motagua rộng khoảng 12.670 kilômét vuông (4.890 dặm vuông Anh), lớn nhất Guatemala.

## Tổng quan
Điểm khai thác jadeitit duy nhất ở Trung Bộ châu Mỹ nằm trong thung lũng mà sông Motagua chảy qua. Con sông còn là một tuyến thông thương quan trọng vào thời kỳ Tiền Columbus. Điểm khảo cô Maya quan trọng Quirigua nằm gần bờ bắc con sông.
Thung lũng sông Motagua cũng trùng với đứt gãy Motagua, ranh giới kiến tạo giữa mảng Bắc Mỹ và mảng Caribe. Đứt gãy Motagua là nguồn cơn của nhiều trận động đất lớn trong lịch sử Guatemala. Giống hồ Amatitlán, con sông đang ô nhiễm nặng do nước thải chưa qua sử lý, chất thải công nghiệp, rác từ thành phố Guatemala.

## Phụ lưu

### Tả
Río Cocoyá, Río Cotón, Río Suchicul, Río Morazán, Río Comajá, Río Lato, Río Huijo, Río La Palmilla, Río Teculutan, Río Pasabien, Río Hondo, Río Jones, RíoLos Achiotes, Río Mayuelas, Río El Lobo, Quebrada Agua Fría, Quebrada La Vegega, Río Las Conchas

### Hữu
Río Chipaca, Rio Agua Escondida, Rio Quisaya, Rio Pixcayá, Río Cotzibal, Río Las Vacas, Río Grande, Río Ovejas, Río El Tambor, Río San Vicente, Río Grande o Zapaca, Río Carí, Río Las Naranjas, Río Biafra, Río El Islote, Río Jubuco, Río Lagarto, Río Tepemechín, Río Juyamá, Río Bobos, Río Animas, Río Chiquito, Río Nuevo o Cacao